# Nina Badrić
Nina Badrić (Zágráb, 1972. július 4. –) horvát popénekes, aki a 2012-es Eurovíziós Dalfesztiválon Horvátország színeiben állt színpadra Bakuban.
Mielőtt megkezdte volna előadóművészi karrierjét, banki pénztárosként dolgozott. Az 1990-es évek elején kezdett énekelni, kihasználván a tánczene hirtelen megnövekedett népszerűségét, ugyanakkor repertoárja fokozatosan illeszkedett a popzenei fősodorhoz. Nina Badrić ismert Severina Vučkovićtyal való régóta tartó rivalizálásáról. Részt vett a népszerű horvát televíziós show, a Mjenjačnica műsorában, melynek keretében egy napra cserélt egy állatkerti gondozóval.

## Diszkográfia

### Stúdióalbumok
- Godine nestvarne (Croatia, 1995)
- Personality (Zg Zoe Music, 1997)
- Unique (Croatia, 1999)
- Nina (Croatia, 2000)
- Ljubav (Aquarius, 2003)
- 07 (Aquarius, 2007)
- NeBo (Aquarius, 2011)